# Agulla Cregüenya
L'Agulla Cregüenya és un cim de 3.043 m d'altitud, amb una prominència de 34 m, que es troba a la Cresta de Cregüenya, al massís de la Maladeta, província d'Osca (Aragó).